# Włoska inwazja na Egipt
Włoska inwazja na Egipt (we Włoszech znana pod nazwą Operazione E) – ofensywa wojsk włoskich przeciwko siłom Wielkiej Brytanii, Brytyjskiej Wspólnoty Narodów i Wolnej Francji przeprowadzona podczas II wojny światowej w Egipcie. Inwazja włoskiej 10 Armii zakończyła serię potyczek granicznych na Pustyni Libijskiej (Pustyni Zachodniej) i była pierwszym etapem kampanii afrykańskiej. Początkowym celem sił włoskich atakujących z terytorium Libii wzdłuż wybrzeża Morza Śródziemnego było zajęcie Kanału Sueskiego. Po licznych opóźnieniach zakres ofensywy został jednak zredukowany zaledwie do osiągnięcia pozycji w Sidi Barrani.
10 Armia weszła na ok. 105 km w głąb terytorium Egiptu, ale nawiązała kontakt tylko z brytyjskimi oddziałami obserwacyjnymi 7 Grupy Wsparcia (późniejsza 7 Dywizja Pancerna), a nie głównymi siłami wokół Mersa Matruh. 16 września 1940 r. 10 Armia zatrzymała się i zajęła pozycje obronne wokół portu Sidi Barrani, zamierzając wybudować obozy i czekając na inżynierów, którzy zbudują wzdłuż egipskiego wybrzeża Via della Vittoria (Drogę Zwycięstwa), pomyślaną jako przedłużenie libijskiej Via Balbia. Włosi zaczęli gromadzić zapasy na potrzeby wyprawy na Mersa Matruh, około 129 km dalej na wschód oraz na bazę 7 Dywizji Pancernej i indyjskiej 4 Dywizji Piechoty.
8 grudnia, zanim 10 Armia była gotowa wznowić natarcie na Mersa Matruh, Brytyjczycy rozpoczęli operację Compass, pięciodniowy rajd na ufortyfikowane włoskie obozy pod Sidi Barrani. Atak się powiódł, a oddziały 10 Armii, które nie zostały zniszczone, zmuszono do szybkiego odwrotu. Brytyjczycy ścigali resztki sił włoskich wzdłuż wybrzeża do Sollum, Bardii, Tobruku, Derny, Mechili, Beda Fomm i El Agheili nad Wielka Syrtą. Brytyjczycy stracili do tego czasu 1900 zabitych i rannych, a wzięli 133 298 jeńców włoskich, w ich ręce wpadło też 420 czołgów, ponad 845 dział i wiele samolotów.

## Tło sytuacyjne

### Libia

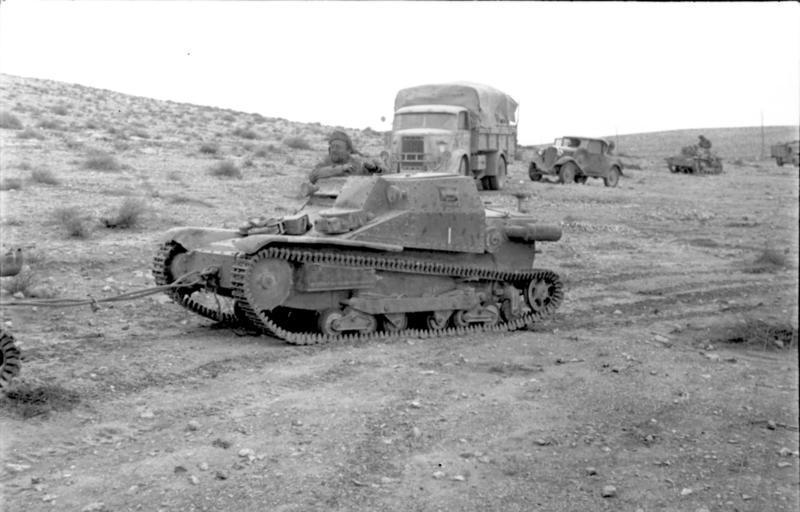
Włoskie tankietki L3/33

Cyrenajka, wschodnia prowincja Libii, była włoską kolonią od czasu wojny włosko-tureckiej (1911–1912), chociaż opór trwał do 1932 r. Z francuską Tunezją na zachodzie i brytyjskim Egiptem na wschodzie, Włosi musieli bronić obu granic i ustanowili Najwyższe Dowództwo Afryki Północnej pod kierownictwem generalnego gubernatora włoskiej Libii, marszałka sił powietrznych Italo Balbo. Najwyższe Dowództwo dysponowało 5 Armią gen. Italo Gariboldiego na zachodzie i 10 Armię gen. Mario Berti na wschodzie, która w połowie 1940 r. miała dziewięć dywizji ojczyźnianych (złożonych z etnicznych Włochów), liczących około 13 tys. ludzi każda, trzy dywizje Milicji Faszystowskiej (tzw. czarnych koszul) i dwie libijskie dywizje kolonialne, każdą złożoną z 8 tys. mężczyzn. Rezerwiści zostali odwołani w 1939 r., wraz ze zwykłym poborem młodszych roczników.

### Egipt

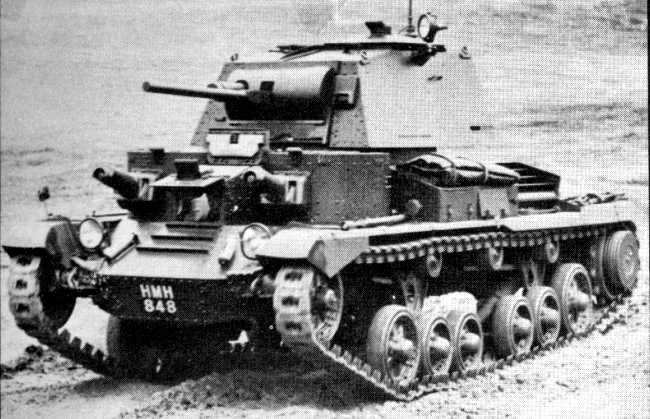
Cruiser Tank Mk I (A9)

Brytyjczycy trzymali swoje siły zbrojne w Egipcie od 1882 r., ale zostały one znacznie zredukowane na mocy traktatu anglo-egipskiego z 1936 r. Małe siły brytyjskie i Wspólnoty Narodów zajmowały Kanał Sueski oraz szlak Morza Czerwonego, co było kluczowe dla brytyjskiej komunikacji z terytoriami Dalekiego Wschodu i Oceanu Indyjskiego W połowie 1939 r. gen. Archibald Wavell został postawiony na czele nowego dowództwa Teatru Morza Śródziemnego i Bliskiego Wschodu. Aż do rozejmu w Compiègne francuskie dywizje w Tunezji stawiały czoła Włochom na zachodniej granicy Libii, zmuszając siły włoskie do podzielenia się i walki na dwa fronty.
W Libii włoska armia królewska (Regio Esercito Italiano) dysponowała około 215 tys. żołnierzy, podczas gdy w Egipcie Brytyjczycy mieli zaledwie 36 tys. żołnierzy z dodatkowym 27,5 tys., którzy stacjonowali w Palestynie. Siły brytyjskie obejmowały Dywizję Mobilną dowodzoną przez gen. Percy’ego Hobarta, jedną z dwóch brytyjskich formacji pancernych, które w połowie 1939 r. zostały przemianowana na dywizje pancerne, a 16 lutego 1940 r. stała się 7 Dywizją Pancerną. Granica egipsko-libijska była broniona przez egipskie siły graniczne, a w czerwcu 1940 r. dowództwo 6 Dywizji Piechoty gen. Richard O'Connor przejęło kontrolę nad siłami na Pustyni Zachodniej, z instrukcjami, jak odciągnąć Włochów od ich posterunków granicznych i dominować w głębi lądu, jeśli rozpocznie się wojna. 7 Dywizja Pancerna, nie licząc 7 Brygady Pancernej, zgromadziła się w Mersa Matruh i wysłała 7 Grupę Wsparcia naprzód w kierunku granicy jako siłę osłaniającą.
RAF również przesunął większość swoich bombowców bliżej granicy, a Malta została wzmocniona, aby zagrozić włoskiemu szlakowi dostawczemu do Libii. Dowództwu 6 Dywizji Piechoty, któremu brakowało kompletnych iw pełni przeszkolonych jednostek, 17 czerwca zmieniono nazwę na Siły Pustyni Zachodniej. W Tunezji Francuzi mieli osiem dywizji, zdolnych jedynie do ograniczonych operacji, a w Syrii trzy źle uzbrojone i wyszkolone dywizje, z około 40 tys. żołnierzy i funkcjonariuszy straży granicznej pełniły obowiązki okupacyjne wobec ludności cywilnej. Włoskie siły lądowe i powietrzne w Libii znacznie przewyższały liczebnie Brytyjczyków w Egipcie, ale niedomagały z powodu złego morale i gorszego sprzętu. We Włoskiej Afryce Wschodniej było jeszcze 130 tys. żołnierzy włoskich i kolonialnych z 400 działami, 200 czołgami lekkimi i 20 tys. ciężarówek. Włochy wypowiedziały wojnę Wielkiej Brytanii 11 czerwca 1940 r.

### Teren
Długość Pustyni Zachodniej wynosi ok. 386 km, od Mersa Matruh w Egipcie do Gazali na libijskim wybrzeżu wzdłuż Via Balbia, jedynej utwardzonej drogi w regionie. Erg, nazywany Wielkim Morzem Piasku, sięgający 241 km w głąb lądu, stanowi najszerszą południową granicę pustyni w Giarabub i Siwa; w brytyjskim języku wojskowym Pustynia Zachodnia zaczęła obejmować także wschodnią Cyrenajkę w Libii. Od wybrzeża, rozciągając się w głąb lądu, na wysokości około 152 m n.p.m. wznosi się płaska przestrzeń kamienistej pustyni, która rozciąga się na odległość 200–300 km aż do Wielkiego Morza Piasku. Region zamieszkuje niewielka liczba koczowników beduińskich, a lokalna fauna składa się głównie ze skorpionów, żmij i much.
Nawigacja pustynna opiera się głównie na obserwacji słońca, gwiazd, kompasu i „wyczuciu pustyni” (ang. desert sense), jak określano dobrą orientację w terenie zdobytej dzięki doświadczeniu. (Kiedy włoska inwazja na Egipt rozpoczęła się we wrześniu 1940 r., Grupa Maletti gen. Pietro Malettiego, nie mając doświadczenia walkach pustynnych, zgubiła się po opuszczeniu Sidi Omar i musiała zostać odszukana przez samolot rozpoznawczy). Wiosną i latem dni są dramatycznie gorące, a noce bardzo chłodne. Sirocco, gorący pustynny wiatr, zawiewa chmury drobnego piasku, zmniejszając widoczność do kilku metrów i pokrywając oczy, płuca, maszyny, żywność oraz sprzęt. Pojazdy silnikowe i samoloty potrzebują specjalnych filtrów oleju i powietrza, a jałowy grunt oznacza, że woda i żywność, a także sklepy wojskowe muszą być transportowane z zewnątrz.

### Włoska armia
W 1936 r. gen. Alberto Pariani został szefem sztabu armii włoskiej i rozpoczął reorganizację dywizji w celu przystosowania ich do prowadzenia wojny szybkich decyzji, zgodnie z przekonaniem, że szybkość, mobilność i nowa technologia mogą zrewolucjonizować operacje wojskowe. W 1937 r. tradycyjne dywizje trzypułkowe (divisione ternaria) zaczęły zmieniać się w dwu-pułkowe dywizje binarne (divisione binaria), w ramach dziesięcioletniego planu reorganizacji stałej armii na 24 binarne, 24 trzypułkowe, dwanaście górskich, trzy zmotoryzowane i trzy dywizje pancerne. Efektem zmian było zwiększenie kosztów utrzymania armii, bez wymiernego wzrostu jej skuteczności; nowe technologie, takie jak czołgi, pojazdy silnikowe i komunikacja bezprzewodowa pojawiały się powoli i były gorszej jakości od tych, które posiadał potencjalny wróg. Rozdrobnienie korpusu oficerskiego w celu znalezienia dodatkowych oficerów do nowo utworzonych sztabów pogorszyło się dodatkowo przez upolitycznienie armii i dodanie do niej milicji faszystowskiej. Reformy promowały również atak frontalny z wykluczeniem innych sposobów prowadzenia walki, kładąc nacisk na szybką wojnę mobilną wspieraną przez artylerię. Do września 1939 r. 16 dywizji z 67 istniejących w armii włoskiej (z wyłączeniem garnizonu Etiopii) zostało przekształconych w dywizje binarne i otrzymało etatowe uzbrojenie oraz wyposażenie. Pozostałe dywizje miały przestarzały sprzęt, brakowało im zapasów, artylerii, czołgów, dział przeciwpancernych, dział przeciwlotniczych i środków transportu.
Morale uznano za wysokie, a armia miała niedawne doświadczenie w operacjach wojskowych. Włoska marynarka wojenna dobrze prosperowała w reżimie faszystowskim, który sfinansował szybkie, starannie zbudowane i dobrze uzbrojone okręty nawodne oraz dużą flotę okrętów podwodnych, lecz brakowało jej doświadczenia i odpowiedniego przeszkolenia. Siły powietrzne były gotowe do wojny już w 1936 r., ale uległy stagnacji i nie zostały uznane przez Brytyjczyków za zdolne do utrzymania wysokiego tempa operacji. 5 Armia w Trypolitanii, zachodniej części Libii leżącej w sąsiedztwie Tunezji, miała osiem dywizji; 10 Armia z sześcioma dywizjami piechoty stacjonowała w Cyrenajce na wschodzie. Kiedy wypowiedziano Brytyjczykom wojnę, 10 Armia rozmieściła 1 Dywizję Libijską Sibelle na granicy z Giarabubu do Sidi Omar i XXI Korpus z Sidi Omar do wybrzeża, Bardii i Tobruku. XXII Korpus został przeniesiony na południowy zachód od Tobruku jako odwód gotowy do kontrataku.

Przed wypowiedzeniem wojny marsz. Balbo wyraził swe wątpliwości włoskiemu przywódcy, Benito Mussoliniemu: 

Niepokój budzi nie liczba żołnierzy, ale ich uzbrojenie […] Wyposażeni w niewielką ilość bardzo starych dział, prawie pozbawieni broni przeciwpancernej i przeciwlotniczej [...] Nie ma sensu wysyłać kolejnych tysięcy ludzi, jeśli nie możemy zapewnić im niezbędnych warunków do poruszania się i walki

Balbo domagał się przy tym więcej sprzętu, w tym tysiąca ciężarówek, stu cystern wodnych, więcej czołgów średnich i dział przeciwpancernych, których włoska gospodarka nie była w stanie wyprodukować, ani przenieść z innych miejsc. W Rzymie szef sztabu armii, marsz. Pietro Badoglio obdarzył go obietnicami: „Kiedy będziesz miał siedemdziesiąt czołgów średnich, zdobędziesz przewagę”, gdy Balbo przygotował się do inwazji na Egipt 15 lipca. Po tym, jak Balbo zginął w wypadku, Mussolini zastąpił go marszałkiem Rodolfo Grazianim, z rozkazem ataku na Egipt do 8 sierpnia. Graziani odpowiedział, że 10 Armia nie jest odpowiednio wyposażona i że atak nie może się powieść, lecz Mussolini i tak nakazał mu zaatakować.

## Preludium

### 10 Armia
Dziesięć dywizji 10 Armii gen. Mario Bertiego zostało sformowanych w XX, XXI, XXII, XXIII korpus oraz nowy Korpus Libijski. Armia składała się z ojczyźnianych dywizji piechoty, dywizji piechoty Milicji Faszystowskiej i libijskich dywizji kolonialnych. XXIII Korpus gen. Annibali Bergonzoliego z dywizjami kolonialnymi Cirene i Marmarica, dywizją Czarnych Koszul 23 Marzo, 1 i 2 Dywizją Libijską gen. Sebastiano Gallina oraz Grupą Maletti miał przeprowadzić inwazję. Bergonzoli miał około tysiąca ciężarówek, najpierw do przeniesienia dywizji Cirene i Marmarica, a następnie 23 Marzo. Libijskie dywizje posiadały 650 pojazdów, wystarczających do przemieszczania sprzętu, broni i zapasów, ale piechota musiała maszerować, zaś Grupa Maletti miała 450 pojazdów, wystarczających do przemieszczania swoich żołnierzy. Grupa Maletti składała się z trzech batalionów libijskiej piechoty, dodatkowej artylerii, znacznej części włoskich pojazdów pancernych w Libii i prawie wszystkich czołgów średnich Fiat M11/39. XXI Korpus wraz z dywizjami Sirte i 28 Ottobre tworzyły rezerwę, a XXII Korpus z dywizjami Catanzaro i Gennaio pozostawiono w Tobruku z powodu braku środków transportu dla nich.

### 5° Squadra
10 Armia była wspierana przez 5° Squadra Regia Aeronautica z 336 samolotami. Składały się na nie cztery skrzydła bombowe, skrzydło myśliwskie, trzy grupy myśliwskie, dwie grupy zwiadowcze i dwie eskadry kolonialnych samolotów rozpoznawczych, ze 110 bombowcami strategicznymi Savoia-Marchetti SM.79, pięćdziesięcioma myśliwcami bombardującymi Breda Ba.65, 170 myśliwcami Fiat CR.42 i sześcioma samolotami rozpoznawczymi dalekiego zasięgu IMAM Ro.37, Caproni Ca.309 oraz Caproni Ca.310bis. 9 września przybyły z Włoch kolejne sześćdziesiąt cztery bombowce, siedemdziesiąt pięć myśliwców bombardujących i piętnaście samolotów zwiadowczych. 5° Squadra została zorganizowana, aby śledzić i wspierać armię na polu walki, ale Berti nie spodziewał się wielkiego wsparcia ze strony Regia Marina, ponieważ dziesięć okrętów podwodnych zaginęło od czasu wypowiedzenia wojny przez Włochy, a flota była zbyt ważna, aby ryzykować dalszymi stratami, poza tym brakowało jej paliwa.

### Włoskie plany

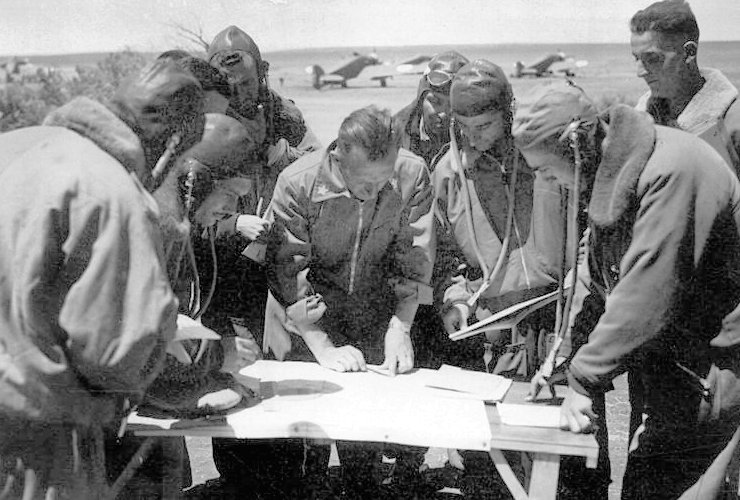
Piloci Regia Aeronautica w Egipcie studiują mapę polową (wrzesień 1940 r.)

Trzy razy wyznaczono termin inwazji i odwołano ją; pierwsza data miała zbiegać się z przewidywaną niemiecką inwazją na Wielką Brytanię 15 lipca 1940 r. Balbo zabrał wszystkie ciężarówki z 5 Armii i czołgi średnie Fiat M11/39 dostarczane z Włoch, aby wzmocnić 10 Armię na planowaną przeprawę przez granicę i zdobycie Sollum, gdy tylko ogłoszono wojnę. Po odrzuceniu brytyjskiego kontrataku i uzupełnieniu sił armii włoskiej, postępy miały być kontynuowane. Chociaż plan ten opierał się na realistycznym zrozumieniu tego, co mogły osiągnąć armie włoskie w Egipcie, upadł, gdy inwazja na Wielką Brytanię została anulowana. Drugi plan rozpisany na 22 sierpnia przewidywał ograniczony postęp w stronę Sollum i Shawni-el-Aujerin na wschodzie, z trzema kolumnami poruszającymi się na trzech liniach naprzód. Gdy Sollum zostanie zajęte, rozważano wypad na Sidi Barrani, przykład przytłoczenia wroga masą, używanego na froncie północnym w wojnie etiopskiej. Włoskie dywizje piechoty niezmotoryzowanej miały poruszać się jedyną drogą, ale letnie upały, które dotknęłyby ich najbardziejwłaśnie w sierpniu, doprowadziły do kolejnego odroczenia.
Trzeci plan dotyczył ataku 9 września z Sidi Barrani jako celem, który Graziani ujawnił swoim pracownikom sześć dni przed tym, jak Mussolini zarządził inwazję. Niezmotoryzowane dywizje ojczyźnianemiały posuwać się wzdłuż wybrzeża i atakować przez przełęcz Halfaya, zajmując Sollum i kontynuując natarcie do Sidi Barrani. Południowa kolumna libijskich dywizji i Grupa Maletti miały iść wzdłuż trasy Dayr al Hamra–Bir ar Rabiyah–Bir Enba, aby oskrzydlić Brytyjczyków na skarpie. Grupa Maletti miała jechać na południe i wschód przez pustynię, ale włoski personel nie zapewnił odpowiednich map i sprzętu nawigacyjnego; po przejściu do miejsca zgromadzenia i zeskoku grupa się zgubiła, a kwatera główna XXIII Korpusu musiała wysłać samoloty, aby zaprowadziły grupę na właściwą pozycję; dywizje libijskie spóźniły się na spotkanie w pobliżu Fortu Capuzzo.
Zawstydzająca porażka Grupy Maletti zwiększyła wątpliwości co możliwości przeprowadzenia operacji przy braku ciężarówek, samolotów transportowych i dominacji Brytyjczyków w terenie, co doprowadziło do kolejnej zmiany planu. Czwarty plan ataku został ustalony na 13 września, a celem było Sidi Barrani i obszar na południu. 10 Armia, posiadająca tylko pięć dywizji, z powodu braku środków transportu i czołgów Grupy Maletti, posuwałaby się wzdłuż wybrzeża, zajęła Sollum i ruszyła przez Buq Buq do Sidi Barrani. 10 Armia miała następnie skonsolidować się w Sidi Barrani, zebrać zapasy, odeprzeć brytyjski kontratak i wznowić natarcie na Mersa Matruh. Niezmotoryzowane dywizje piechoty miały korzystać z drogi przybrzeżnej, ponieważ byłyby nieskuteczne gdzie indziej. Podobna operacja została przeprowadzona na froncie północnym w Etiopii, ale była sprzeczna z teorią wojny mobilnej, dla której było wiele sił do wykonania. Graziani uważał, że jedynym sposobem na zwycięstwo jest pokonanie Brytyjczyków masą, czym przeceniał siłę swoich wojsk.

### Siły Pustyni Zachodniej

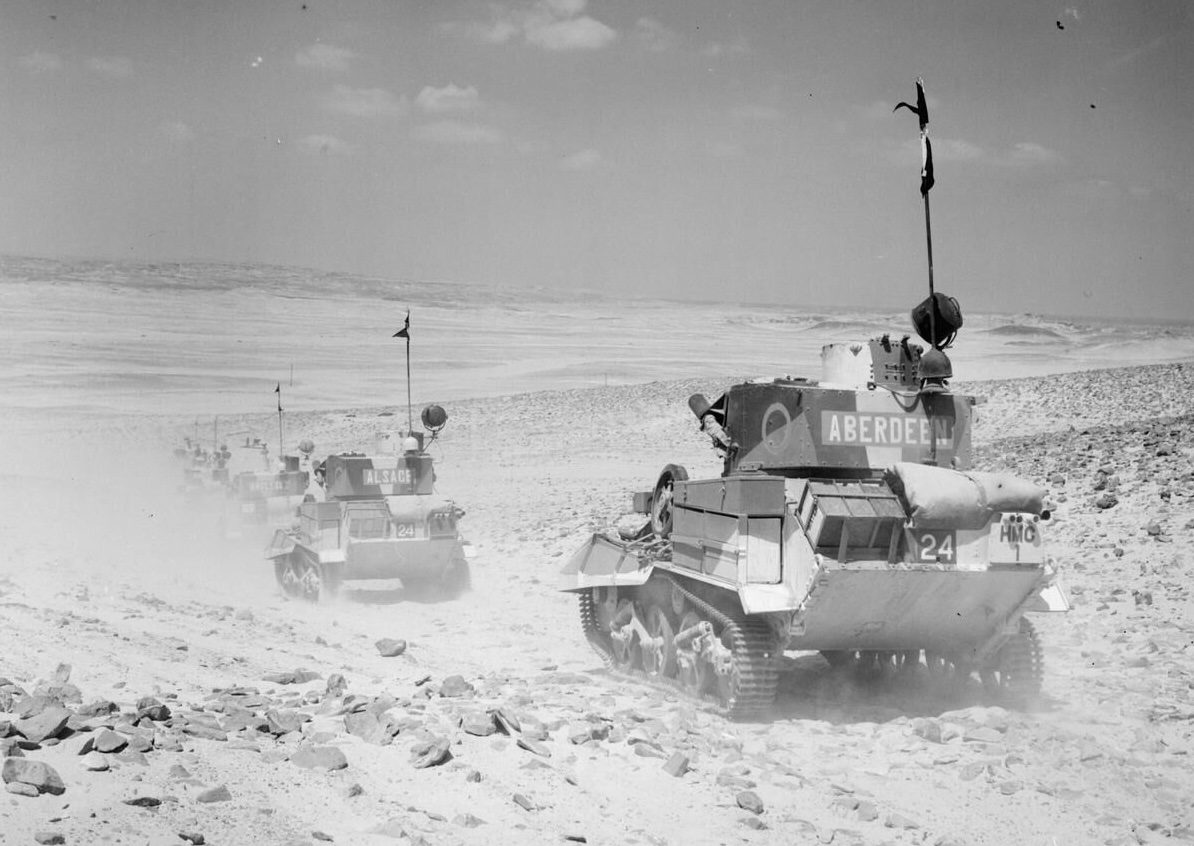
Brytyjskie czołgi lekkie MK VIB 7 Dywizji Pancernej na patrolu na Pustyni Zachodniej, 2 sierpnia 1940 r.

Przeciwko 250 tys. żołnierzy włoskich kwaterujących w Libii i tylu samo we włoskiej Afryce Wschodniej, Wavell miał w Egipcie siłę wielkości ok. 36 tys. żołnierzy; czternaście batalionów brytyjskiej piechoty; nowozelandzką 2 Dywizję Piechoty gen. Bernarda Freyberga z jedną brygadą piechoty, niedozbrojonym pułkiem kawalerii, batalionem karabinów maszynowych i pułkiem artylerii polowej. Indyjska 4 Dywizja Piechoty gen. Noela Beresforda-Peirse’a miała dwie brygady piechoty i trochę artylerii, 7 Dywizja Pancerna gen. Michaela O'Moore Creagha miała dwie brygady pancerne z dwoma pułkami pancernymi zamiast trzech. 7 Grupa Wsparcia, składająca się z trzech zmotoryzowanych batalionów piechoty, artylerii, inżynierów i strzelców, miała nękać Włochów i opóźniać ich marsz pomiędzy granicą a Mersa Matruh, gdyby zostali zaatakowani, ale zachować zdolność do związania walką głównych sił włoskich.
W Mersa Matruh na piechotę włoską czekałyby siły piechoty, a większość 7 Dywizji Pancernej byłaby gotowa do kontrataku ze skarpy na flance pustynnej. 7 Grupa Wsparcia miała wykorzystać swoją mobilność do pokrycia pustynnej flanki, podczas gdy wzdłuż drogi nadbrzeżnej 3 Pułk Gwardii Coldstream, kompania z 1. batalionu King's Royal Rifle Corps i kompania Troupes de marine Wolnych Francuzów, ze wspięcie artylerii i strzelców, cofała się etapami, niszcząc drogę wraz z odwrotem. Pod koniec maja 1940 r. RAF na Bliskim Wschodzie posiadał 205 samolotów, w tym 96 przestarzałych średnich bombowców Bristol Bombay i nowoczesne lekkie bombowce Bristol Blenheim, 75 przestarzałych myśliwców Gloster Gladiator i 34 maszyny innego typu. W lipcu przybyły cztery myśliwce Hawker Hurricane, ale tylko jeden mógł być przeznaczony dla Sił Pustyni Zachodniej. Do końca lipca flota śródziemnomorska przejęła kontrolę nad wschodnim regionem Morza Śródziemnego i była w stanie bombardować włoskie pozycje przybrzeżne oraz transportować zapasy wzdłuż wybrzeża do Mersa Matruh i poza nim.

### Potyczki graniczne

Oficerowie 11 Pułku Huzarów używają parasola, aby schronić się w cieniu podczas postoju, kiedy patrolują libijską granicę, 26 lipca 1940 r. Pojazd to samochód pancerny Morris CS9

17 czerwca, korzystając z kwatery głównej brytyjskiej 6 Dywizji Piechoty, utworzono kwaterę główną Sił Pustyni Zachodniej gen. O'Connora, aby zgromadzić pod jednym dowództwem wszystkie wojska stojące naprzeciwko Włochów w Cyrenajce, liczące około 10 tys. żołnierzy, z samolotami i czołgami i artylerią. O'Connor miał organizować agresywne patrole wzdłuż granicy i postanowił zdominować ziemię niczyją, tworząc „kolumny-żołnierzy”, mobilne formacje z bronią mieszaną oparte na jednostkach 7 Dywizji Pancernej. Te małe, dobrze wyszkolone, regularne siły dokonały pierwszych ataków na włoskie konwoje i umocnione pozycje za granicą. Brytyjskie patrole zbliżyły się do linii granicznej 11 czerwca, otrzymując rozkazy zdominowania regionu, nękania garnizonów fortów granicznych oraz ustawiania zasadzek wzdłuż Via Balbia i tras śródlądowych.
Niektóre włoskie oddziały nie wiedziały, że zaczęła się wojna, a siedemdziesięciu żołnierzy zostało schwytanych przez Brytyjczyków na szlaku do Sidi Omar. Brytyjskie patrole rozciągały się na północ do drogi nadbrzeżnej pomiędzy Bardiją i Tobrukiem, na zachód do Bir el Gubi i na południe do Giarabub. W ciągu tygodnia 11 Pułk Huzarów Prince Albert's Own zajął Fort Capuzzo i podczas zasadzki na wschód od Bardii schwytał dowódcę oddziałów inżynieryjnych 10 Armii, gen. Romolo La Strucciego. Włoskie posiłki przybyły jednak nad granicę i wysłały patrole rozpoznawcze, poprawiły obronę graniczną oraz odzyskały Fort Capuzzo. 13 sierpnia brytyjskie rajdy zostały przerwane w celu zachowania nielicznych posiadanych pojazdów w stanie używalności; 7 Grupa Wsparcia przejęła kontrolę nad 97-mio kilometrowym odcinkiem od Sollum do Fort Maddalena, gotowa prowadzić działania opóźniające, gdyby Włosi najechali Egipt.

## Przebieg inwazji

### 9–10 września
XXIII Korpus gen. Bergonzoliego miał poprowadzić atak 10 Armii na Egipt w kierunku Sidi Barrani wzdłuż drogi nadbrzeżnej formacjami niezmotoryzowanymi i zmotoryzowanymi. Korpus otrzymał więcej ciężarówek; 62 Dywizja Piechoty Marmarica i 63 Dywizja Piechoty Cirene były częściowo zmotoryzowane, 1 Dywizja Czarnych Koszul 23 Marzo była całkowicie zmotoryzowana, podobnie jak Grupa Maletti i 1 Grupa Carri. Częściowo zmotoryzowane dywizje piechoty ruszyłyby do przodu, a niezmotoryzowana piechota musiałaby maszerować 97 km do Sidi Barrani. Bergonzoli chciał użyć 1 Grupy Carri jako szpicy ataku, dwóch zmotoryzowanych dywizji piechoty w linii i jednej zmotoryzowanej dywizji w rezerwie. Dwie libijskie niezmotoryzowane dywizje piechoty musiałyby iść pieszo, a Grupa Maletti osłaniałaby tyły jako ariergarda. 1 Grupa Carri została zatrzymana w rezerwie, z wyjątkiem LXII Batalionu Czołgów Lekkich, który był dołączony do 63 Dywizji Marmarica i LXIII Batalionu Czołgów Lekkich przydzielonego do 62 Dywizji Cirene. 2 Grupa Carri pozostała w Bardii, z wyjątkiem IX Batalionu Czołgów Lekkich dołączonego do 2 Dywizji Libijskiej Pescatori. II Batalion Czołgów Średnich był z Grupą Maletti, która miała trzy w pełni zmotoryzowane libijskie bataliony piechoty.
9 września aktywność Regia Aeronautica wzrosła, w wyniku czego bombowce z 55, 113 i 211 Dywizjonu RAF odpowiedziały atakami na lotniska polowe i transporty zaopatrzenia oraz nalotem na Tobruk w wykonaniu 21 samolotów. Później tego samego dnia 27 włoskich myśliwców zaatakowało Buq Buqa, a RAF wykonał więcej lotów przeciwko włoskim lotniskom. Brytyjskie rozpoznanie powietrzne ujawniło duży ruch naziemny w Bardii, Sidi Azeiz, Gabr Saleh i w kierunku Sidi Omar z zachodu, co zinterpretowano jako początek włoskiej inwazji. Przesuniecie się do przodu 10 Armii pokazało ograniczenia włoskiej mobilności i nawigacji, kiedy Grupa Maletti zgubiła się, idąc do Sidi Omar, już na samej granicy. 10 września samochody pancerne 11 Pułku Huzarów zauważyły Grupę Maletti, a jako że tych pierwszych osłaniała gęsta mgła, śledzili powolne gromadzenie się sił włoskich. Jednak gdy mgła opadła, huzarzy zostali zaatakowani przez włoskie samoloty, czołgi i artylerię.

### 13–14 września
13 września 1 Dywizja Czarnych Koszul 23 Marzo ponownie zajęła Fort Capuzzo, a Brytyjczycy zbombardowali Musaid, tuż za egipską stroną granicy, która była wówczas okupowana przez Włochów. Ogień artyleryjski i bombardowania spadły także na lotnisko Sollum i koszary (które były puste), podnosząc wielką chmurę pyłu. Kiedy kurz opadł, można było dostrzec, że armia włoska jest przygotowana do walki przeciwko brytyjskim siłom osłaniającym 3 Pułku Gwardii Coldstream, mającemu trochę artylerii polowej, dodatkowy batalion piechoty i kompanię karabinów maszynowych. Włosi posuwali się wzdłuż wybrzeża, z dwoma dywizjami na czele osłanianymi przez motocyklistów, czołgi, zmotoryzowaną piechotę i artylerię. Włoska formacja stanowiła łatwy cel dla brytyjskiej artylerii i samolotów, ale 1 Dywizja Libijska Sibelle wkrótce zajęła koszary Sollum i zaczęła schodzić ze skarpy do portu. Na płaskowyżu śródlądowym włoskiemu natarciu w kierunku przełęczy Halfaya przeciwstawiły się siły osłaniające 3. kompanii 3 Pułku Coldstream, pluton Fizylierów Northumberland i jednostki artylerii, które zaczęły się wycofywać po południu, gdy przybywało coraz więcej włoskiej piechoty i czołgów.
Wieczorem dwie kolumny 2 Dywizji Libijskiej Pescatori, 63 Dywizji Piechoty Cirene i Grupa Maletti nacierająca z Musaid oraz 62 Dywizja Piechoty Marmarica podążająca z Sidi Omar spotkały się na przełęczy Halfaya. Następnego dnia włoskie jednostki na skarpie zaczęły schodzić przez przełęcz w kierunku macierzystych sił posuwających się drogą od Sollum. 11 Pułk Huzarów, 2 Brygada Strzelców i czołgi Crusader 1 Królewskiego Pułku Czołgów nękały siły włoskie na skarpie. Tuż po południu wojska brytyjskie na wybrzeżu wycofały się do Buq Buq i spotkały się z posiłkami 11 Pułku Huzarów i zmotoryzowanej kompanii Troupes de marine, co wystarczyło, aby utrzymać kontakt z Włochami. Brytyjczycy wycofali się do Alam Hamid w dniu 15 września i Alam el Dab 16 września, próbując zadać wrogowi jak największe straty, nie zostając samemu przygwożdżonym i niszcząc drogę wzdłuż wybrzeża. Efekty tych szkód pogorszyło duże natężenie włoskiego ruchu.

### 16 września
Nieprzydzielona część 1 Grupy Carri podążyła za 1 Dywizją Libijską Sibelle i 2 Dywizją Libijską Pescatori w kierunku Bir Thidan el Khadim. W Alam el Dab w pobliżu Sidi Barrani ok. 50 włoskich czołgów, zmotoryzowana piechota i artyleria podjęły próbę ataku oskrzydlającego, który zmusił Gwardię Coldstream do wycofania się. Grupa pancerna została związana walką przez brytyjską artylerię i nie wykonała żadnego dalszego ruchu, ale pod osłoną ciemności 1 Dywizja Czarnych Koszul 23 Marzo zajęła Sidi Barrani. Powyżej skarpy brytyjskie siły osłaniające wycofały się równolegle do sił na wybrzeżu, a zagrożenie ze strony pustynnej flanki nie zmaterializowało się. Brytyjskie samoloty wykonały wiele lotów rozpoznawczych i bombardujących, a 5° Squadra przeprowadziła nalot w wykonaniu stu myśliwców i bombowców na wysunięte brytyjskie lotniska i pozycje obronne. Brytyjczycy spodziewali się, że włoski atak zatrzyma się w Sidi Barrani i Sofafi, dlatego zaczęli obserwować pozycje 11 Pułkiem Huzarów, gdy 7 Grupa Wsparcia wycofała się, by odpocząć, a 7 Dywizja Pancerna przygotowała się na konfrontację z włoskim atakiem na Mersa Matruh. Włoskie audycje radiowe na temat inwazji sugerowały, że postęp będzie kontynuowany po zajęciu Sidi Barrani, ale wkrótce okazało się, że Włosi okopują się łukiem na południu i południowym zachodzie w Maktila, Tummar, Nibeiwa i na skarpie w Sofafi, ponieważ dywizje dalej z tyłu zajmowały Buq Buq, Sidi Omar i przełęcz Halfaya.

## Następstwa

### Analiza

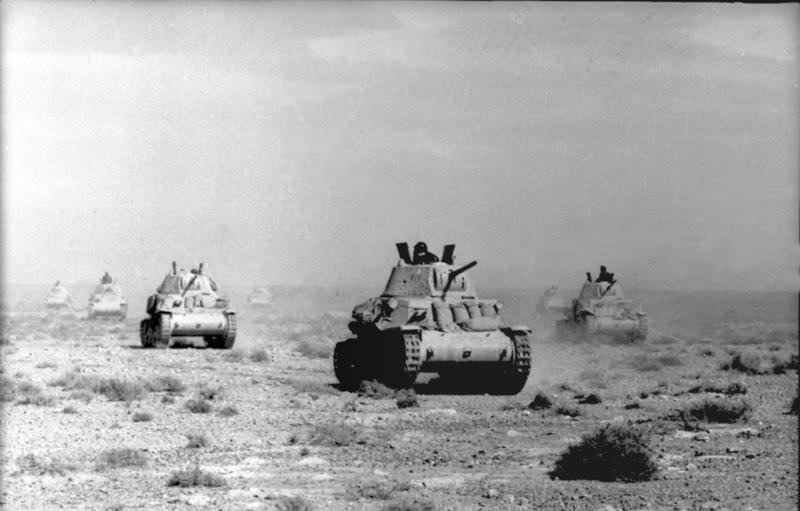
Nowe czołgi Fiat M13/40 zaczęły przybywać do Afryki Północnej dopiero w październiku 1940 r.

10 Armia przemieszczała się około 19 km dziennie, aby umożliwić niezmotoryzowanym jednostkom dotrzymywanie kroku pojazdom pancernych i czołgom, a w Sidi Barrani zbudowała obozy obronne. Jednostki pancerne nie wykonały odważnych uderzeń flankujących, XXIII Korpus pilnował piechoty, a 10 Armia poniosła mniej niż 550 ofiar. Grupa Maletti, 1 Grupa Carri i 1 Dywizja Czarnych Koszul 23 Marzo nie działały zgodnie z teorią włoskiej wojny pancernej. Brak przygotowania, szkolenia i organizacji doprowadził do błędów w gromadzeniu i kierowaniu Grupą Maletti oraz nadmiernej ostrożności w postępowaniu z innymi batalionami czołgów 1 Grupy Carri. Pospieszna motoryzacja 1 Dywizji Czarnych Koszul 23 Marzo, która nie była szkolona jako dywizja zmotoryzowana, zdezorganizowała relacje pomiędzy kierowcami pojazdów a piechotą.
Włoski natarcie osiągnęło Sidi Barrani ze znikomymi stratami, ale nie wyrządziło także Brytyjczykom większych szkód. 21 września pozostało sześćdziesiąt osiem czołgów Fiat M11/39 z siedemdziesięciu dwóch wysłanych do Libii. I Batalion Czołgów Średnich miał dziewięć sprawnych i dwadzieścia trzy nienadające się do użycia maszyny, a II Batalion Czołgów Średnich posiadał dwadzieścia osiem czołgów operacyjnych i osiem nieoperacyjnych. Oczekiwano, że włoska siła czołgów średnich wzrośnie, gdy rozpoczną się dostawy nowego Fiata M13/40, który miał potężne działo Cannone da 47/32 M35 47 mm. II Batalion Czołgów Średnich z trzydziestoma siedmioma czołgami M13/40 przybył do Libii na początku października, a następnie 12 grudnia V Batalion Czołgów Średnich z czterdziestoma sześcioma czołgami tego typu. W połowie listopada Włosi mieli 417 czołgów średnich i lekkich w Libii i Egipcie.

Wavell napisał po bitwie: 

Największe możliwe zasługi zdobyli: bryg. William Gott dowodzący Grupą Wsparcia oraz płk John Campbell dowodzący artylerią, za kreatywny i skuteczny sposób wycofywania się, a także żołnierze piechoty za ich wytrzymałość i umiejętności taktyczne

Włosi niezwłocznie rozpoczęli prace remontowe na drodze przybrzeżnej z Bardii, przemianowanej na Via della Vittoria oraz budowę wodociągu, którego nie spodziewano się ukończyć przed połową grudnia, kiedy natarcie miało zostać wznowione aż do Mersa Matruh.

Mussolini napisał 26 października: 

Czterdzieści dni po zdobyciu Sidi Barrani zadaję sobie pytanie, komu ten długi czas się przydał – nam czy wrogowi? Nie waham się odpowiedzieć, że było to korzystne, w rzeczy samej, bardziej dla wroga… Czas zapytać, czy czujesz, że chcesz nadal dowodzić armią

Dwa dni później, 28 października, Włosi najechali Grecję, rozpoczynając wojnę grecko-włoską. Grazianiemu pozwolono kontynuować planowanie w spokojnym tempie, a włoskie natarcie na Mersa Matruh przełożono na połowę grudnia.

### Straty
W 1971 r. Kenneth Macksey napisał, że 10 Armia straciła 530 ludzi, 120 zabitych i 410 rannych przeciwko brytyjskiej stracie „czterdziestu ludzi […] i niewielkiego wyposażenia”. W 1993 r. Harold Raugh napisał o około 2 tys. ofiarach włoskich przeciwko mniej niż 50 zabitym i rannym Brytyjczykom. W 1995 r. autorzy monumentalnego opracowania Germany and the Second World War zauważyli, że straty sprzętu dla obu stron nie zostały dokładnie zestawione w tabeli. W 1997 r. Giorgio Bocca napisał, że Siły Pustyni Zachodniej poniosły straty w liczbie czterdziestu zabitych żołnierzy, dziesięciu zniszczonych czołgów, jedenastu samochodów pancernych i czterech ciężarówek. W swojej pracy magisterskiej z 1999 r. Howard Christie napisał, że od 9 do 16 września 10 Armia poniosła straciła 120 zabitych i 410 rannych. Zniszczonych zostało kilka czołgów i ciężarówek, stracono też sześć samolotów, z czego dwa z powodu wypadków.

### Późniejsze operacje
17 września flota śródziemnomorska zaczęła nękać włoską komunikację, a port w Bengazi został zaminowany. Jeden niszczyciel i dwa statki handlowe zostały zatopione przez torpedę, a drugi niszczyciel wpłynął na minę w Bengazi i zatonął. Bombowce Blenheim zniszczył trzy samoloty na ziemi na lotnisku Benina. Droga na skarpie niedaleko Sollum została zbombardowana przez kanonierki Royal Navy, a cele w pobliżu Sidi Barrani przez dwa niszczyciele, było tam widać pożary i wybuchy. Schwytani Włosi mówili o zniszczeniach, ofiarach i utracie morale. Próba zbombardowania Bardii przez krążownik i niszczyciele została jednak udaremniona przez włoskie bombowce torpedowe, które uderzyły w rufę krążownika i wyłączyły go z akcji. Bombardowania trwały w czasie przerwy w walce, co doprowadziło do przeniesienia włoskich obozów i składów zaopatrzenia w głąb lądu. Małe brytyjskie kolumny na lądzie zostały przystosowane do działań połączonych z patrolami samochodów pancernych, które najeżdżały włoskie obozy, brały jeńców, zbierały informacje wywiadowcze i dominowały nad okolicą.

### Operacja Compass
8 grudnia Brytyjczycy rozpoczęli operację Compass, pięciodniowy rajd na ufortyfikowane włoskie obozy ustawione w linii obronnej poza Sidi Barrani. Gen. Berti przebywał wtedy na zwolnieniu lekarskim, a Gariboldi tymczasowo zajął jego miejsce. Rajd się powiódł i jedyne jednostki 10 Armii w Egipcie, które nie zostały zniszczone, zmuszono do wycofania się. Do 11 grudnia Brytyjczycy rozpoczęli kontrofensywę, a reszta 10 Armii została szybko pokonana. Brytyjczycy przedłużyli operację, by ścigać resztki 10 Armii do Sollum, Bardii, Tobruku, Derny, Mechili, Beda Fomm i El Agheili nad Wielką Syrtą. Stracili tam 1900 zabitych i rannych, około 10 proc. składu ich piechoty, przy schwytaniu 133 298 jeńców włoskich, 420 czołgów i ponad 845 dział i samolotów. Brytyjczycy nie byli w stanie wyjść poza El Agheilę ze względu na zepsute i zużyte pojazdy oraz przekierowanie najlepiej wyposażonych jednostek do kampanii greckiej.